# Girijaya (Saketi)
Girijaya is een bestuurslaag in het regentschap Pandeglang van de provincie Banten, Indonesië. Girijaya telt 2188 inwoners (volkstelling 2010).